# Evangelisch-reformierte Kirche Neu-Isenburg

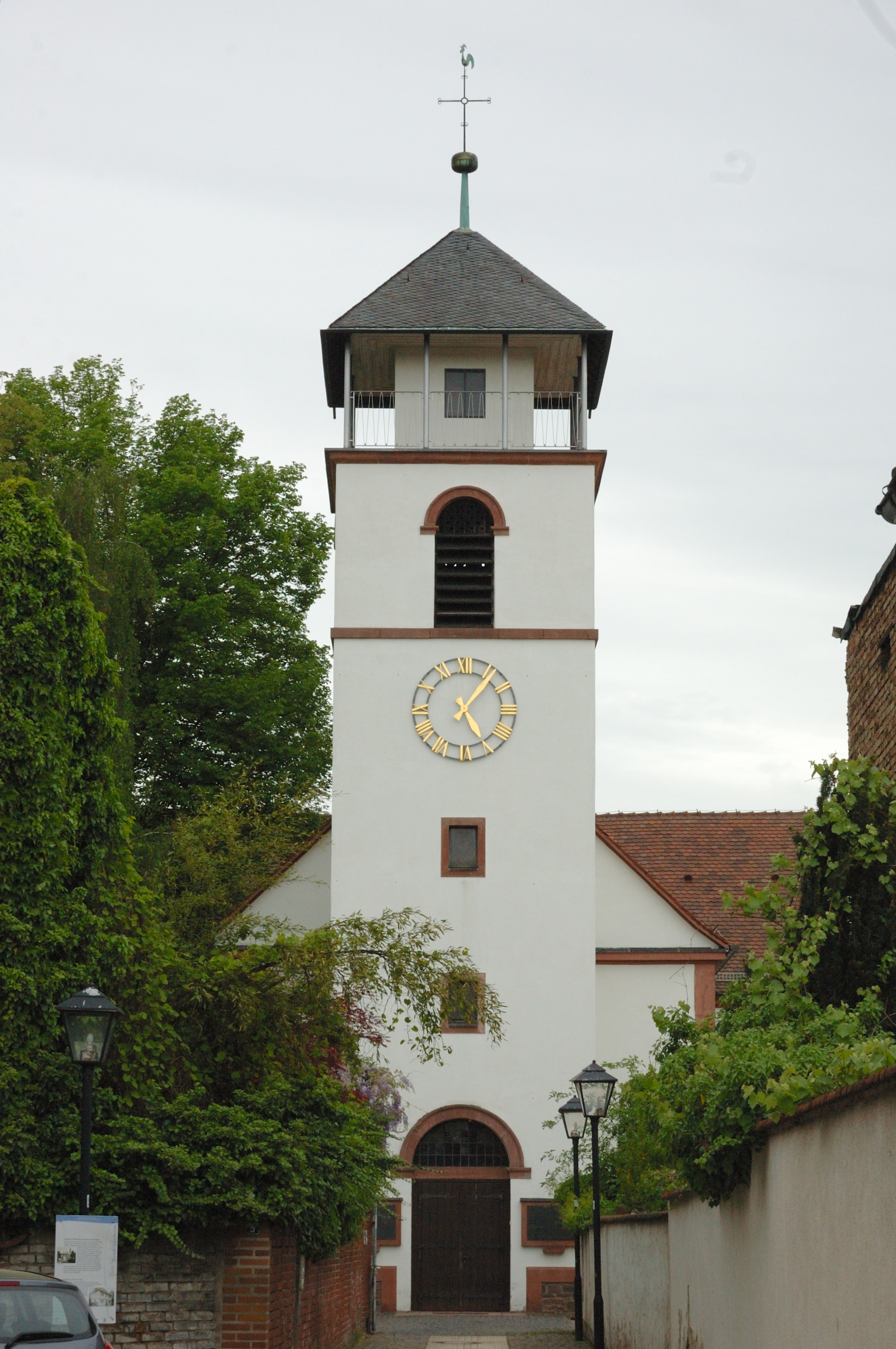
Die evangelisch-reformierte Kirche Am Marktplatz in Neu-Isenburg, schrittweise wiederaufgebaut von 1946–1958

Die evangelisch-reformierte Kirche Neu-Isenburg ist ein unter Denkmalschutz stehendes Kirchengebäude in Neu-Isenburg, einer Stadt im südhessischen Landkreis Offenbach. Die Kirchengemeinde gehört zum Dekanat Dreieich-Rodgau der Evangelischen Kirche in Hessen und Nassau (EKHN). Die Kirche befindet sich im historischen Stadtzentrum der Planstadt Neu-Isenburg und stellt mit ihrem markanten Turm ein Wahrzeichen der Stadt dar.

## Geschichte
Mit der Gründung des Ortes Neu-Isenburg durch die aus Frankreich wegen ihres Glaubens geflüchteten Hugenotten 1699 wurde auch eine französisch-reformierte Pfarrei geschaffen, die bis zum Frühjahr 1702 Filiale der französisch-reformierten Gemeinde in Offenbach war. Am 20. Mai 1700 feierte der Offenbacher Pfarrer Isaak Bermond auf dem Neu-Isenburger Kirchplatz unter einer alten Eiche den ersten Gottesdienst in dem noch jungen Dorf.
Von 1702 bis 1706 wurde nahe dem Marktplatz das erste Kirchengebäude in Neu-Isenburg erbaut. Die aus Holz errichtete Kirche befand sich an derselben Stelle, an der auch die heutige Pfarrkirche steht. Nachdem am Himmelfahrtstag 1702 der Grundstein für die schlichte Holzkirche gelegt worden war, konnte das Gotteshaus im Jahr 1706 fertiggestellt und am 5. Mai 1708 eingeweiht werden. Als im Laufe des 18. Jahrhunderts vermehrt auch deutsche Familien in das französischsprachige Hugenottendorf zogen, ordnete der Isenburger Graf 1761 an, dass in der Neu-Isenburger Kirche zukünftig Gottesdienste im Wechsel in deutscher und französischer Sprache stattzufinden haben.
Von 1773 bis 1775 wurde die Holzkirche durch eine Steinkirche an gleicher Stelle ersetzt. Die Finanzierung des Kirchenneubaus war dank Kollektenreisen durch Europa möglich geworden. Nachdem im Jahr 1773 mit dem Bau der schlichten, einschiffigen, sattelbedachten Hallenkirche mit Dachreiter begonnen worden war, konnte die neue Kirche am 15. Oktober 1775 eingeweiht werden. Ab 1908 wurde das Kirchengebäude durch den Anbau eines Turmes und die Ergänzung eines Querschiffes erweitert. Im Innenraum wurde im Zuge der Erweiterungsarbeiten eine umlaufende Empore eingezogen. Im Zweiten Weltkrieg wurde die Kirche durch einen britischen Bombenangriff am 20. Dezember 1943 fast vollständig zerstört.
Nach Kriegsende wurde zunächst das Kirchenschiff in schlichteren Formen von 1946 bis 1949 auf dem Grundriss der Vorgängerkirche wiederaufgebaut, bevor von 1957 bis 1958 auch der Kirchturm folgte. Beim Wiederaufbau wurden die wenigen noch erhaltenen Bauteile in die neue Kirche integriert. 1961 wurden die Empore sowie Teile der Innenausstattung erneuert. Eine grundlegende Renovierung der Kirche erfolgte 2007, mit der weitere Veränderungen im Innenraum einhergingen.

## Baubeschreibung
Die heutige Kirche wurde als äußerlich und innerlich schlichter Bau auf kreuzförmigem Grundriss mit vorangestelltem Turm errichtet. Das Gebäude bildet den nördlichen Endpunkt der Nord-Süd-Achse des planstädtisch angelegten historischen Zentrums von Neu-Isenburg.

## Ausstattung
Der Kirchinnenraum ist in Anlehnung an die calvinistische Tradition der Gründer karg und schlicht gehalten. Auf schmückende Elemente, Bilder und Kruzifixe wird weitestgehend verzichtet. Die Wände sind durchgehend weiß gehalten und werden nur durch große motivlose Fenster unterbrochen.
Im Mittelpunkt des ebenerdigen Kirchenraums stehen eine erhöht angebrachte Kanzel sowie ein runder Abendmahltisch und ein Lesepult. Alle drei Elemente sind von drei Seiten von Bankblöcken umgeben. Neben der Kanzel an der Wand sind zwei nach französisch-reformiertem Vorbild im Jahr 2005 gestaltete (aber in Deutsch abgefasste) Gebotstafeln angebracht.

## Orgel
Die heutige Orgel der Kirche wurde 1965 von Dieter Noeske in Rotenburg an der Fulda gebaut. Das Instrument verfügt über 14 Register, verteilt auf zwei Manuale und Pedal. Die Disposition lautet:
| I Hauptwerk C–g3 |                 |       |
| 1.               | Rohrflöte       | 08′   |
| 2.               | Prinzipal       | 04′   |
| 3.               | Waldflöte       | 02′   |
| 4.               | Sesquialtera II |       |
| 5.               | Mixtur IV-V     | 1 ⁄3′ |

| II Oberwerk C–g3 |             |        |
| 6.               | Gedackt     | 08′    |
| 7.               | Spitzflöte  | 04′    |
| 8.               | Prinzipal   | 02′    |
| 9.               | Quinte      | 1 ⁄3′  |
| 10.              | Scharff III | 0 1⁄2′ |

| Pedal C–f1 |           |     |
| 11.        | Untersatz | 16′ |
| 12.        | Prinzipal | 08′ |
| 13.        | Hohlflöte | 04′ |
| 14.        | Posaune   | 08′ |

- Koppeln: II/I, I/P, II/P